# 管櫟
管櫟（グァン・ユエ、1994年1月16日 - ）は、中華人民共和国の歌手。男性アイドルグループ・ 十二星宿風之少年 とUNINEの元メンバー。

## 来歴
2017年に卡司星球から3人組の男性アイドルグループ「十二星宿風之少年」のメンバーとしてデビュー。2019年にiQIYIのオーディション番組『青春有你』に参加し、最終順位4位となり、期間限定の男性アイドルグループ「UNINE」のメンバーとしてデビュー。

## 出演
- 青春有你（2019年、iQIYI）[5]
- 2020重慶市春節聯歓晩会（2020年、重慶衛視）[6]